# لاپدونا
لاپدونا (به ایتالیایی: Lapedona) یک کومونه در ایتالیا است که در استان فرمو واقع شده‌است.

## خصوصیات
لاپدونا ۱۴٫۸ کیلومترمربع مساحت و ۱٬۱۵۷ نفر جمعیت دارد و ۲۶۴ متر بالاتر از سطح دریا واقع شده‌است.